# 알 자자리

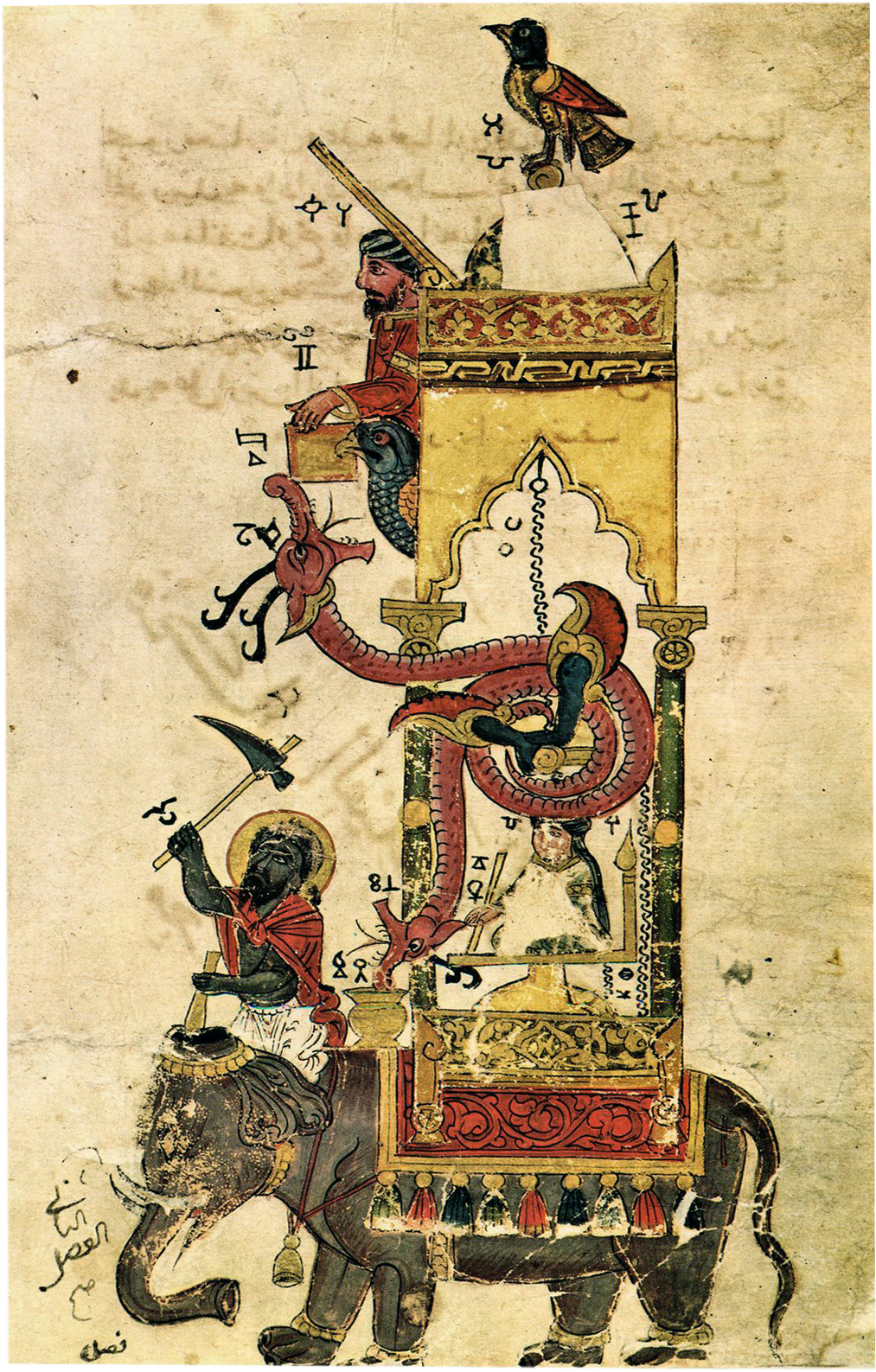
코끼리 시계는 알 자자리의 유명한 발명품 중의 하나이다.

바디 아자만 아부 리즈 이븐 이스마일 이븐 아라자즈 알 자자리(1136-1206, بديع الزمان أَبُو اَلْعِزِ بْنُ إسْماعِيلِ بْنُ الرِّزاز الجزري, IPA: [ældʒæzæriː]) 아랍 무슬림 출신의 박식가이자, 발명가, 공학자, 장인, 예술가, 수학자이다. 그는 1206년에 독창적인 기계장치의 지식에 대한 책(The Book of Knowledge of Ingenious Mechanical Devices,
الجامع بين العلم والعمل النافع في صناعة الحيل)을 저술하고, 그 책을 통해 기계장치 100종과 다양한 종류의 마술 선박(trick vessel) 80종을 묘사하고 만드는 방법을 설명하였다.

## 메커니즘과 방법론
알 자자리의 발명품 중 많은 부분이 이제는 사소한 것처럼 보이지만, 알 자자리의 기계의 가장 중요한 측면은 사용된 메커니즘, 구성 요소, 아이디어, 방법 및 디자인 특징이다.

### 캠 축
캠이 부착된 축인 캠축은 알 자자리에 의해 1206년에 그의 자동기계(automata)에 도입되었는데,
물시계(촛불 시계와 같은) 및 물펌프(water-rasing machine)에 사용되었다. 캠과 캠 축은 또한 14세기의 유럽 메커니즘에 나타난다.

### 크랭크축과 크랭크 슬라이더 메커니즘
기원전 5세기 스페인의 맷돌(quern-stone)의 편심된 손잡이는 로마 제국으로 전파되었고, 크랭크의 원형이 된다. 크랭크와 연결봉(connecting rod) 메커니즘에 대한 가장 초기의 증거는 3세기의 로마 제국 히에라폴리스 제재소에서 발견할 수 있다. 크랭크는 또한 9세기 중반에 바누 무사(Banū Mūsā) 형제가 쓴 독창적인 장치에 대한 책에서 묘사된 몇 가지 수압 장치에서 나타난다.
1206년 알 자자리는 초기 크랭크축을 발명했는데, 그는 트윈 실린더 펌프에 크랭크 연결봉 메커니즘을 통합했다. 현대의 크랭크축과 마찬가지로, 알 자자리의 메커니즘은 여러 크랭크핀을 움직이는 휠로 구성되는데, 휠의 움직임은 원형이고 핀(연결봉)이 직선으로 앞뒤로 움직이게 된다. 알 자자리에 의해 묘사된 크랭크축은 연속적인 회전 운동을 직선 왕복 운동으로 변형시키며, 증기 기관, 내연 기관 및 자동 제어 장치와 같은 현대 기계류의 중심이다.
그는 크랭크축과 연결봉을 그의 2가지 종류의 물펌프, 크랭크 기반 사키야 체인 펌프(crank-driven saqiya chain pump)와 이중 왕복운동 피스톤 흡입 펌프(double-action reciprocating piston suction pump)에 사용하였다. 그의 물펌프는 또한 최초의 알려진 크랭크-슬라이더 메커니즘을 사용했다.

## 같이 보기
- 헤론
- 이슬람의 황금기
- 타끼 앗딘

## 참고 자료
1. ↑  Beckwith 1997, 290쪽.
2. ↑  Donald Hill, "Mechanical Engineering in the Medieval Near East", Scientific American, May 1991, pp. 64-9 (cf. Donald Hill, Mechanical Engineering 보관됨 2007-12-25 - 웨이백 머신)
3. 1 2  Georges Ifrah (2001). The Universal History of Computing: From the Abacus to the Quatum Computer, p. 171, Trans. E.F. Harding, John Wiley & Sons, Inc. (See  보관됨 2006-10-08 - 웨이백 머신)
4. ↑  《Ancient Discoveries, Episode 11: Ancient Robots》, History, 2008년 9월 6일에 확인함
5. ↑  A. Lehr (1981), De Geschiedenis van het Astronomisch Kunstuurwerk, p. 227, Den Haag. (See odur.let.rug.nl 보관됨 2010-10-25 - 웨이백 머신)
6. 1 2  Tullia Ritti, Klaus Grewe, Paul Kessener: "A Relief of a Water-powered Stone Saw Mill on a Sarcophagus at Hierapolis and its Implications“, Journal of Roman Archaeology, Vol. 20 (2007), pp. 138–163 (159)
7. ↑  A. F. L. Beeston, M. J. L. Young, J. D. Latham, Robert Bertram Serjeant (1990), 《The Cambridge History of Arabic Literature》, 케임브리지 대학교 출판부, 266쪽, ISBN 0-521-32763-6
8. 1 2 3  Sally Ganchy, Sarah Gancher (2009), 《Islam and Science, Medicine, and Technology》, The Rosen Publishing Group, 41쪽, ISBN 1-4358-5066-1
9. 1 2 3  Paul Vallely, How Islamic Inventors Changed the World, 인디펜던트, 11 March 2006.
10. 1 2 3  en:Ahmad Y. al-Hassan, The Crank-Connecting Rod System in a Continuously Rotating Machine
11. ↑  Hill 1998, 231–232쪽.
12. ↑  A. F. L. Beeston, M. J. L. Young, J. D. Latham, Robert Bertram Serjeant (1990), 《The Cambridge History of Arabic Literature》, Cambridge University Press, 270–1쪽, ISBN 0-521-32763-6
13. ↑  Lotfi Romdhane & Saïd Zeghloul (2010), “al-Jazari (1136–1206)”, 《History of Mechanism and Machine Science》 (Springer) 7: 1–21, doi:10.1007/978-90-481-2346-9, ISBN 978-90-481-2346-9, ISSN 1875-3442